# التضامن
التضامن (به عربی: التضامن) شهری در استان اریانه کشور تونس است که جمعیت آن در سرشماری سال ۲۰۰۴ میلادی ۱۱۸٫۴۸۷ نفر بوده‌است.